# Швегла, Антонин
Антонин Швегла (чеш. Antonín Švehla; 15 апреля 1873, Гостивар, Прага, Австро-Венгрия — 12 декабря 1933, Прага, Чехословакия) — чехословацкий политик, трижды премьер-министр страны в 1922-29 годах; в 1909-33 также возглавлял Аграрную партию. Участник «Пятёрки» — неформального объединения влиятельных чехословацких политиков межвоенного периода.

## Биография
Антонин Швегла родился в помещичьей семье в предместье Праги. С 1890-х он участвовал в работе консервативных политических организаций; в 1902 году стал вице-президентом Ассоциации чешских фермеров. В 1906 году основал газету «Venkov» («Деревня»), ставшую печатным органом Аграрной партии. В 1908 году Швегла был избран в парламент, в 1909 году стал председателем исполнительного комитета Аграрной партии. Во время Первой мировой войны выступал в поддержку идеи демонтажа Австро-Венгрии, а с 1917 года участвовал в работе подпольной «чешской мафии». 28 октября 1918 года был одним из пяти политиков, провозгласивших создание независимой Чехословакии.
В 1918 году был избран в парламент; участвовал в подготовке Конституции. В 1918-20 был министром внутренних дел; в 1919 году стал председателем Аграрной партии. С 7 октября 1922 по 9 декабря 1925 и с 9 декабря 1925 по 18 марта 1926 был премьер-министром (первый и второй кабинеты Швеглы — первый был сформирован из представителей аграрной, национал-социалистической, национал-демократической, народной и социал-демократической партий, второй — из тех же партий при участии Чехословацкой торгово-коммерческой партии среднего класса). В начале 1920-х был одним из инициаторов проведения земельной реформы. В третий раз занимал должность премьер-министра с 12 октября 1926 по 1 февраля 1929 (правительство было сформировано из представителей аграрной, народной, национал-демократической, торгово-коммерческой партий, а также двух немецких партий и Глинковой словацкой народной партии). В 1927 году Швегле было предложено выставить свою кандидатуру в президенты Чехословакии, но он отказался в пользу Томаша Масарика. Ушёл в отставку по состоянию здоровья в 1929 году; через четыре года умер.